# مصاحف الأمصار
مصاحف الأمصار من مباحث علوم القرآن، ويتعرض لها المشتغلون بعلم التفسير، ومصاحف الأمصار هي المصاحف التي أمر عثمان بن عفان رضي الله عنه بنسخها من المصحف الإمام الذي استقر عليه إجماع الصحابة رضي الله عنهم، وقد اختلف في عدد هذه المصاحف، فقيل: أربعة. وقيل: سبعة. والراجح أنها ستة مصاحف.
والمصحف الإمام هو أحد هذه المصاحف، وهو المصحف الذي اتخذه عثمان رضي الله عنه لنفسه ليكون مرجعًا لسائر المصاحف.
ويرجع السبب في تعدد المصاحف العثمانية إلى أن عثمان وبقية الصحابة قصدوا كتابة المصاحف على ما وقع عليه الإجماع، ونُقل متواترًا عن النبي صلى الله عليه وسلم من القراءات؛ فعددوا المصاحف كي تكون مشتملة على جميع القراءات التي نقلت عن طريق التواتر.

## التعريف بمصاحف الأمصار
كان أصحاب رسول الله صلى الله عليه وسلم يقرؤون القرآن بعده على الأحرف السبعة التي أقرأهم رسول الله صلى الله عليه وسلم بإذن الله عز وجل، إلى أن وقع الاختلاف بين القراء في زمن عثمان، وعظم الأمر فيه، وكتب الناس بذلك من الأمصار إلى عثمان، وناشدوه الله تعالى في جمْع الكلمة، وتدارك الناس قبل تفاقم الأمر، وقدم حذيفة بن اليمان من غزوة أرمينية، فشافهه بذلك، فجمع عثمان عند ذلك المهاجرين والأنصار، وشاورهم في جمع القرآن في المصاحف على حرف واحد؛ ليزول بذلك الخلاف، وتتفق الكلمة، واستصوبوا رأيه، وحضوه عليه، ورأوا أنه من أحوط الأمور للقرآن؛ فحينئذ أرسل عثمان إلى حفصة: أن أرسلي إلينا بالصحف ننسخها في المصاحف، فأرسلت إليه، فأمر زيد بن ثابت، والرهط القرشيين الثلاثة فنسخوها في المصاحف، وبعث بها إلى الأمصار.

## عدد المصاحف العثمانية التي وجهت إلى الأمصار
اختلف العلماء في عدد المصاحف العثمانية التي وجهها عثمان رضي الله عنه إلى الأمصار، قال أبو عمرو الداني: أكثر العلماء على أن عثمان بن عفان لما كتب المصحف جعله على أربعِ نسخ، وبعث إلى كل ناحية من النواحي بواحدة منهن، فوجَّه إلى الكوفة واحدة، وإلى البصرة أخرى، وإلى الشام الثالثة، وأمسك عند نفسه واحدة. وقد قيل: إنه جعله سبْعَ نسخ، ووجَّه من ذلك أيضًا نسخة إلى مكة، ونسخة إلى اليمن، ونسخة إلى البحرين.
وهناك قول بأنها ستة مصاحف، وهي: المصحف الكوفي، والمصحف البصري، والمصحف الشامي، والمصحف المكي، والمصحف المدني العام الذي هو لأهل المدينة، والمصحف المدني الخاص الذي حبسه عثمان لنفسه، وهو الذي يسمى: المصحف الإمام.

## مصطلح المصحف الإمام
المقصود بمصطلح المصحف الإمام: هو المصحف الذي اتخذه عثمان لنفسه؛ ليكون مرجعًا لسائر المصاحف، ويعود سبب هذه التسمية إلى أن هذا المصحف هو الذي نُسخ أولًا عندما أمر عثمان بكتابة مصحف واحد لا يختلف عليه الناس، ثم نسخت منه المصاحف الأخرى التي أرسلت إلى الأمصار، والمراد: جنسه الشامل لما اتخذه لنفسه في المدينة، ولما أرسله إلى مكة والشام والكوفة والبصرة وغيرها.

## أسباب تعدد المصاحف العثمانية
يرجع السبب في تعدد المصاحف العثمانية إلى أن عثمان بن عفان وبقية الصحابة قصدوا كتابة المصاحف على ما وقع عليه الإجماع، ونُقل متواترًا عن النبي صلى الله عليه وسلم من القراءات؛ فعددوا المصاحف كي تكون مشتملة على جميع القراءات التي نقلت عن طريق التواتر، وكتبوا هذه المصاحف متفاوتة في الحذف، والإثبات، والنقص، والزيادة، والبدل وغير ذلك؛ لأنهم قصدوا اشتمالها على الأحرف السبعة التي نزل عليها القرآن، وجعلت خالية من النقط والشكل تحقيقا لهذا الغرض.
فالكلمات التي اشتملت على أكثر من قراءة، وخلوُّها من النقط والشكل يجعلها محتملة لما اشتملت عليه من قراءات، كتبوها برسم واحد في جميع المصاحف، وذلك كنحو قوله تعالى: {فَتَبَيَّنُوا} [سورة الحجرات، آية: 6] وردت فيها قراءتان الأولى: فتبينوا. والثانية: فتثبتوا. وكلاهما يحتملها الرسم الواحد المجرد من النقط والشكل، أما الكلمات التي وردت على قراءتين أو أكثر، وتجريدها من النقط لا يجعلها محتملة لما وردت فيها من قراءات، فلم يكتبوها برسم واحد في جميع المصاحف، وإنما كتبوها في بعض المصاحف برسم يدل على قراءة، وفي بعضها برسم آخر يدل على القراءة الأخرى، نحو قوله: {وَوَصَّى} [سورة البقرة، آية: 132] وقوله: وأوصى. فكتبوها في بعض المصاحف بواوين بينهما ألف، كما هو الحال في مصاحف أهل المدينة وأهل الشام، وكتبوها في بعضها الآخر بواوين من غير ألف، كما هو الحال في مصاحف أهل مكة وأهل العراق.

## أهمية الاقتصار على مصاحف الأمصار دون غيرها
إن الاقتصار على مصاحف الأمصار دون غيرها له عدة مزايا مهمة:
أولًا: الاقتصار على ما ثبت بالتواتر دون ما كانت روايته آحادًا.
ثانيًا: إهمال ما نُسخت تلاوته ولم يستقر في العرضة الأخيرة التي عرضها جبريل على النبي صلى الله عليه وسلم.
ثالثًا: ترتيب السور والآيات على الوجه المعروف الآن، بخلاف صحف أبي بكر فقد كانت مرتبة الآيات دون السور.
رابعًا: أنها مكتوبة بطريقة تجمع وجوه القراءات المختلفة والأحرف التي نزل عليها القرآن.
خامسًا: تجريدها من كل ما ليس قرآنًا، كالذي كان يكتبه بعض الصحابة في مصاحفهم الخاصة شرحًا لمعنى، أو بيانًا لناسخ ومنسوخ، أو نحو ذلك.
وقد استجاب الصحابة لعثمان فحرقوا مصاحفهم، واجتمعوا جميعًا على المصاحف العثمانية.